# Els Demol
Els I.A. Demol, née le 28 janvier 1958, est une femme politique belge flamande, membre de la N-VA.

## Carrière politique
- Conseillère communale à Herent depuis 2000.
- Echevine à Herent depuis 2007.
- Députée fédérale depuis le 6 juillet 2010 au25 mai 2014